# Gore-Tex

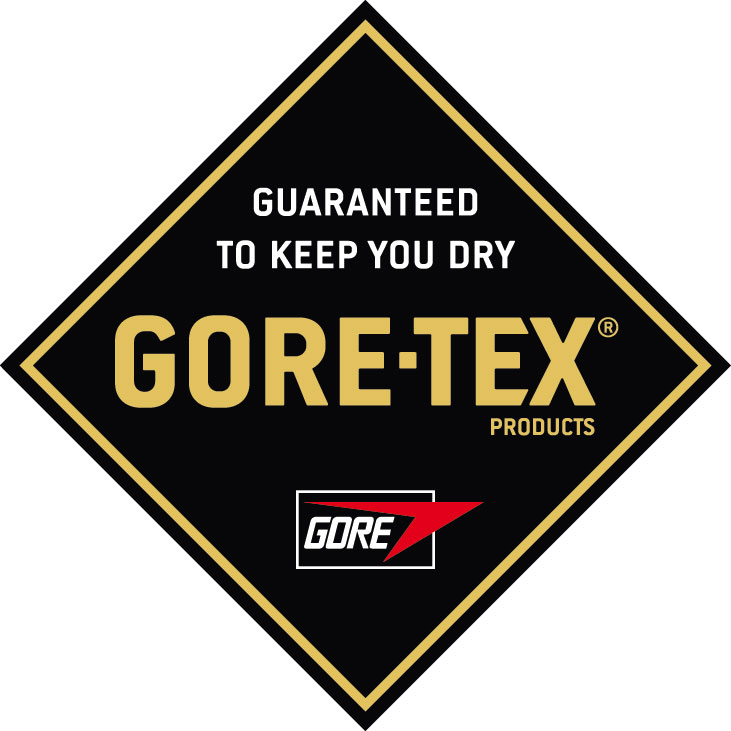
Jeden z emblémů Gore-Texu

Gore-Tex je obchodní značka mikroporézní membrány z polytetrafluorethylenu. Její konstrukce s cca 1,3 miliardami pórů na cm² zajišťuje nepromokavost a odolnost proti větru při současné průchodnosti vodních pár.

## Z historie firmy Gore-Tex
V roce 1959 založili manželé Bill a Vieve Gore v Newarku v USA firmu Gore & Associates, ve které se zabývali intenzivním výzkumem polytetrafluorethylenu všeobecně známého pod názvem teflon. V roce 1969 objevil jejich syn Bob Gore, že teflon se při určité teplotě a tlaku může roztáhnout tak, že se v něm mohou tvořit drobné póry. Na této bázi vyvinuli vlastní polymer, vynález se nechali patentovat a v roce 1971 přišel na trh Gore-Tex jako materiál na těsnění. První oděvní Gore-Tex byly bundy z laminátu vyráběné od roku 1976. V dalších letech byl Gore-Tex zdokonalován, pro oděvní účely (outdoor oděvy, rukavice) se vyrábí v několika variantách, k sortimentu patří také např. technické niti, struny, těsnění apod., výzkum a výroba se však zaměřuje stále více na jiné obory, např. na medicínské implantáty (protézy, bypassy).
Obchodní obrat firmy přesáhl v roce 2018 částku 3 miliard USD, podíl outdoorového odvětví (oděvy, rukavice, boty) se odhadoval na 750 milionů USD. V roce 2021 vyráběla firma v cca 200 závodech na celém světě, největší z nich byly v USA, v Číně a v Německu. Celkový počet zaměstnanců se odhaduje na 10 000.

## Konstrukce goretexových laminátů

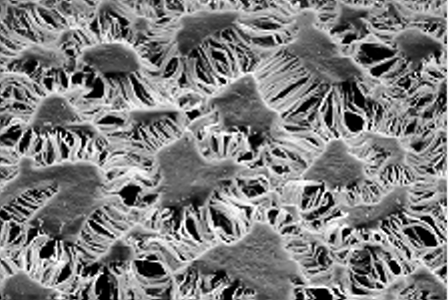
Roztažený teflon 1000× zvětšený

U Gore-Texu se rozeznávají tři základní konstrukce:
dvojitý – vnější materiál je pevně spojen s membránou, podšívka je oddělená od membrány
dvě a půl vrstvy – na membráně je navíc zevnitř laminována ochranná vrstva, bez podšívky
trojitý – vnější vrstva, membrána a podšívka jsou spojeny a laminovány jako jedna vrstva.

## Složení a funkce goretexového laminátu

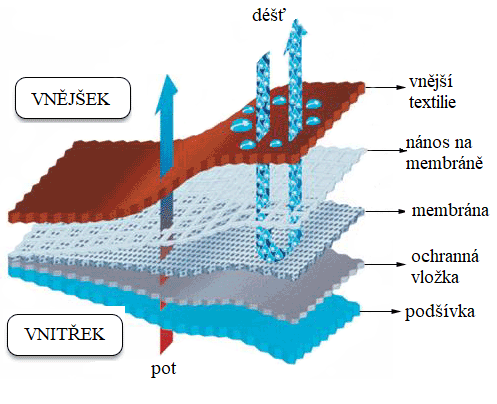
Schéma laminátu Gore-Tex

Teflonová membrána může být účinná jako ochrana lidského těla proti dešti a větru propouštějící vzduch jen s pomocí dalších elementů, se kterými je obvykle spojena do jednoho systému jako laminát (viz nákres vpravo).
- Membrána z roztaženého teflonu obsahuje až 1,4 miliardy pórů na cm², které mají na povrchu velmi nízkou energii, zatímco kapka vody má vysokou energii (napětí). Z vody se proto při styku s teflonem tvoří kapky, které nemohou vniknout do pórů a odtékají, membrána je proto vodotěsná. Aby se zabránilo znečistění pórů, opatřuje se povrch membrány tenkou vrstvou polyuretanu.
- Membrána je větruodolná (průchod vzduchu maximálně 5 l/m²/s), protože síťová struktura membrány zabraňuje pronikání větru. Při vnějších teplotách nižších než lidské tělo prochází tepelná energie v protisměru a tím je ochranný účinek zesílen.
- Póry v membráně jsou asi 700 x větší než molekula vodních pár. Lidský pot proto může (při okolních nízkých a středních temperaturách) procházet membránou a vypařovat se.[3]

## Vlastnosti laminátu
Fyzikální vlastnosti Gore-Texu jsou známé jen z prodejních prospektů, ve kterých firma zaručuje stoprocentní nepromokavost, prodyšnost a větruodolnost.
- Nepromokavost je všeobecně definována jako trvalá (DWR), což znamená, že výrobek musí po 20. vyprání zůstat alespoň z 80 % nepromokavý. Objektivní posouzení je problematické, protože se nepromokavost smí testovat různými metodami a výsledky jednotlivých metod se mohou značné lišit.[5]
- Gore-Tex udává u některých druhů prodyšnost RET<3, tj. až 40 000 g/m²/24h. U těchto údajů byly dokumentovány značné rozdíly mezi hodnotami měřenými v laboratoři a ve venkovních podmínkách (síla větru atd.). Mimo toho: Porézní membrána zajišťuje prodyšnost vzduchu (a potu) jen při vnějších teplotách pod cca 20º C.[6]
- Dokonalá odolnost laminátu proti větru znamená průchod vzduchu z vnějšku maximálně 5 l/m²/s).[5]

## Druhy laminátů
Firma Gore-Tex udává časové pořadí zavádění jednotlivých druhů do prodeje spolu s jejich stručnou charakteristikou:
| Rok zavedení | Označení           | Provedení, zvláštnosti, doporučení k použití                                                                  |
| ------------ | ------------------ | --- |
| 1976         | Gore-Tex           | první outdoor bundy                                                                                           |
| 1979         | Gore-Tex SEAM      | vodotěsné stehy (svářecí stroj a speciální pásek)                                                             |
| 1980         | Gore-Tex           | rukavice |
| 1981         | Gore-Tex           | části oděvů astronautů s označením "vlákno Gore-Tex"                                                          |
| 1990         | Gore-Tex           | testy v Antarktisu                                                                                            |
| 1998         | Gore-Tex PACLITE   | 2,5 vrstvová, strečová technologie                                                                            |
| 2006         | Gore-Tex PRO       | velmi tenká pošívka, vysoká pevnost, trvanlivost Použití: šplhání, vysokohorské túry pěšky a na lyžích        |
| 2010         | Gore-Tex SURROUND  | podešev částečně z laminátu                                                                                   |
| 2011         | Gore-Tex ACTIVE    | třívrstvová t., prodyšnost RET<3, vhodné pro namahavé sporty (přespolní běh, mountainbiking)                  |
| 2016         | Gore-Tex SHAKERY   | dvojitý laminát bez vnější textilie, prodyšnost RET<3, dámská bunda váží 95 gramů                             |
| 2017         | Gore-Tex INVISIBLE | obuvní svršky pro přespolní běh a jogging                                                                     |
| 2018         | Gore-Tex INFINIUM  | třívrstvová t., svrchni textilie a podšívka ze směsi polyester/elastan, prodyšnost RET<5, univerzální použití |

## Kritika Gore-Texu
Fluorouhlílkové PFC molekuly, obzvlášť ty s dlouhým řetězcem, na kterých se zakládá konstrukce membrány a laminování Gore-Texu, jsou zdravotně riskantní. Koncentrace PFC v membránách je tak vysoká, protože membrány mají nejen hydrofobní ale také olejoodpudivou úpravu (nutnost u některých pracovních oděvů). Pro outdoor výrobky se dá použití PFC výrazně snížit a membrány pro ten účel se dají vyrábět zcela bez PFC, jak dokazuje konkurence, např. Sympatex.
V EU je použití PFC od roku 2008 zakázané, Gore-Tex používá od roku 2013 jen PFC s krátkým řetězcem a od roku 2023 se mají kompletní lamináty vyrábět na jiné bázi. 

## Konkurence a alternativy ke Gore-Texu
Ve 2. dekádě 21. století se odhaduje celosvětový výnos z prodeje textilních laminátů pro outdoor produkty na jednu miliardu USD. Gore-Tex má s částkou 750 milionů USD dominantní postavení na trhu v tomto oboru, na zbývajících asi 20 % se podílí řada menších výrobců.
O japonské značce Dermizax a německé SympaTex je známé, že jejich membrány jsou na rozdíl od goretexové vyrobeny z polyuretanu, resp. z kopolymeru polyester/polyether a účinkují na hydrofilním principu.
Méně známé jsou např. značky Ceplex, Polartec, Pertex, Schied+, Porelle Dry, OutDry Extreme. Všechny jsou dobře použitelné pro outdoorové vybavení, špičkové hodnoty v důležitých vlastnostech však dosahuje vedle Gore-Texu (údajně) jen SympaTex.